# Louise van Holthe tot Echten
Maria Louise van Holthe tot Echten (Utrecht, 26 maart 1892 - Doorn, 21 november 1981) was een Nederlands kunstschilder, tekenaar en graficus. 

## Leven en werk
Van Holthe tot Echten was een telg uit het geslacht Van Holthe en dochter van jhr. ir. Rudolph Arent van Holthe tot Echten (1860-1941) en jkvr. Anna Maria Storm van 's Gravesande (1868-1945). Haar zuster, Amoene van Haersolte-van Holthe tot Echten, was schrijfster. 
Van Holthe tot Echten kreeg les van kunstpedagoog Henk Bremmer en wordt gerekend tot de kunstenaarsgroep Bremmerianen. Haar oeuvre bestond voornamelijk uit stillevens en portretten, veelal uitgevoerd in tekeningen en schilderijen. Ze was lid van kunstenaarsvereniging Schilder- en Teekengenootschap Kunstliefde te Utrecht.
Naast tekenen en schilderen hield ze zich bezig met schrijven: ze publiceerde een verhalenbundel onder het pseudoniem Louise Odilon.